# Mastercastle
Mastercastle is een metalband die in 2008 werd opgericht in Genua (Italië). De gitarist en tevens leider van de groep is Pier Gonella. De andere leden zijn Giorgia Gueglio (zang), Steve Vawamas (basgitaar) en Alessandro Bissa (drums).

## Geschiedenis
Mastercastle werd in 2008 door Giorgia Gueglio en Pier Gonella opgericht. Steve Vawamas en Alessandro Bissa sloten zich bij hen aan. Na het uitbrengen van een demotape tekenden zij een contract met Lion Music Records.
In 2009 bracht Mastercastle zijn debuutalbum The Phoenix uit, gestoeld op het aan populariteit winnende genre heavy metal, maar de band liet een duidelijk eigen geluid horen. Het album werd goed ontvangen in binnen- en buitenland.
In 2010 verscheen een album verschenen met de Last Desire.
Gonella schrijft de meeste teksten en is ook gitarist.

### Artiesten
- Giorgia Gueglio: vocalist
- Pier Gonella: gitarist
- Steve Vawamas: basgitarist
- Alessandro Bissa: slagwerk

## Discografie
- The Phoenix (2009)
- Last Desire (2010)
- Dangerous Diamonds (2011)